# Forbach (Franciaország)
Forbach város Franciaországban, Lotaringiában, Moselle megyében. Lakosainak száma 21 111 fő (2022. január 1.).

## Nevének eredete
Forbach neve germán eredetű, a "Forst" (erdő) és a  "Bach" (patak) szavak összetétele.

## Fekvése
Forbach egy iparosított körzet szívében helyezkedik el, közel a német határhoz, Saarbrückentől  10 km-re.

### Megközelítése
- Vasútállomásán megállnak a Párizsból érkező és Frankfurt am Mainba tartó TGV vonatok. Párizs 1 óra 45 perc alatt, Frankfurt am Main 2 óra alatt érhető el.
- Az A320-as autópálya halad el a város közelében, amelyen a tartomány fővárosa, Metz 45 perc alatt elérhető.

## Látnivalók
- A vár a Schlossberg-dombon áll, a 12. század végén épült és 1550-ig bezárólag folyamatosan bővítették.
- Szent Kereszt-kápolna a 13. századból a Mont Sainte-Croix-n (Kreuzberg)
- A neogótikus stílusban épült Szent Remigius-templom (épült: 1865–1868 között)

## Galéria

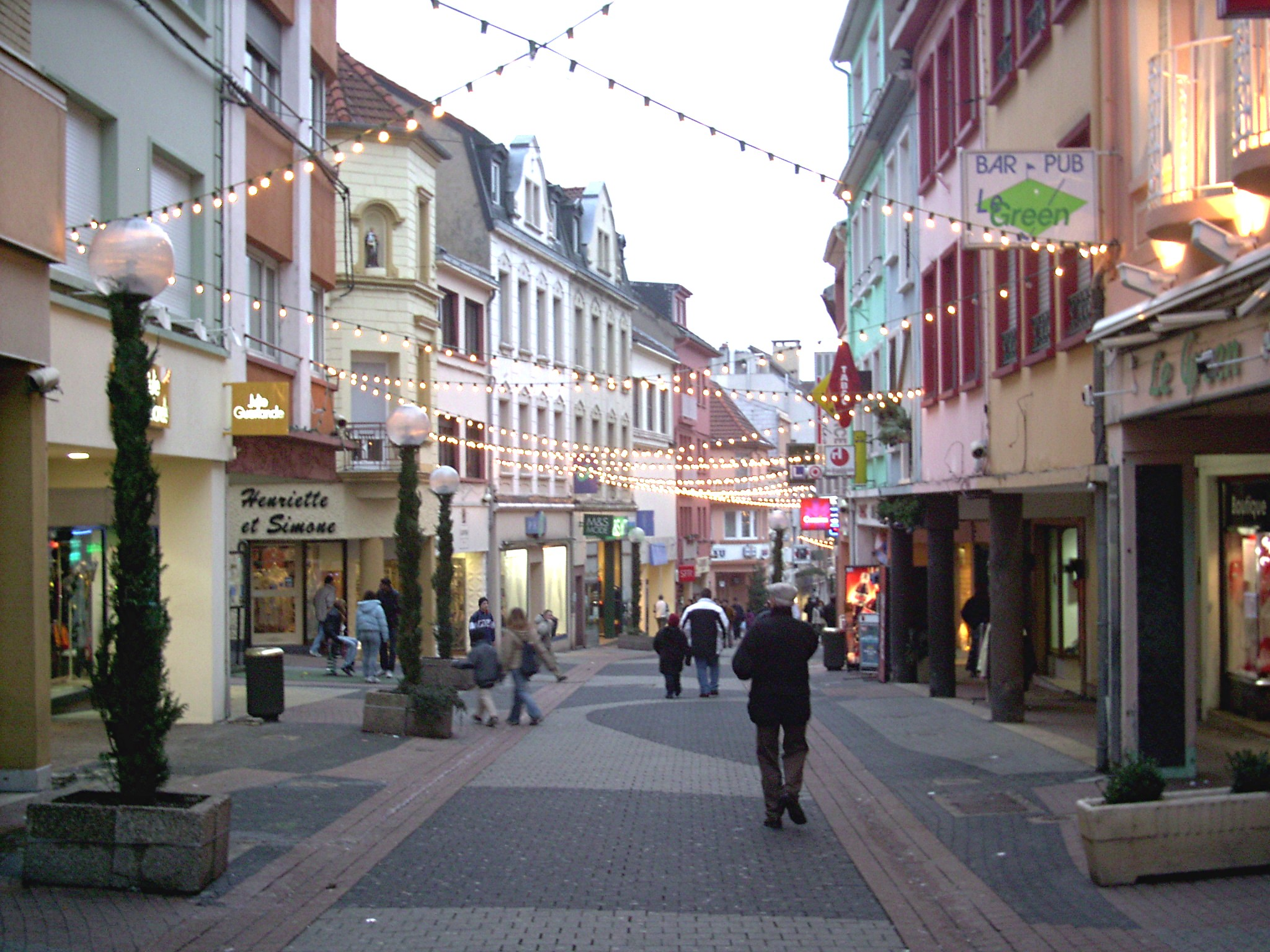
Városközpont
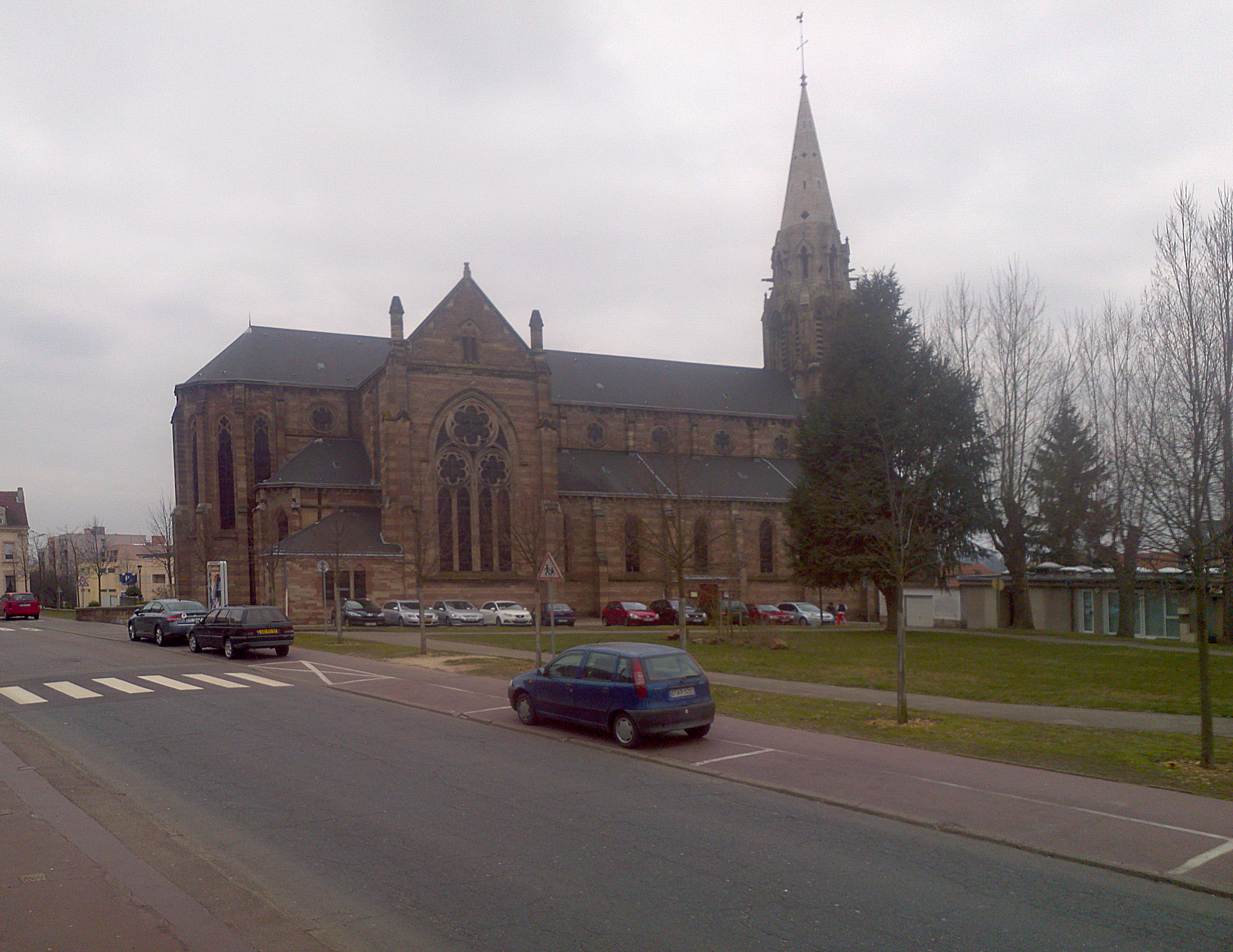
Katolikus templom
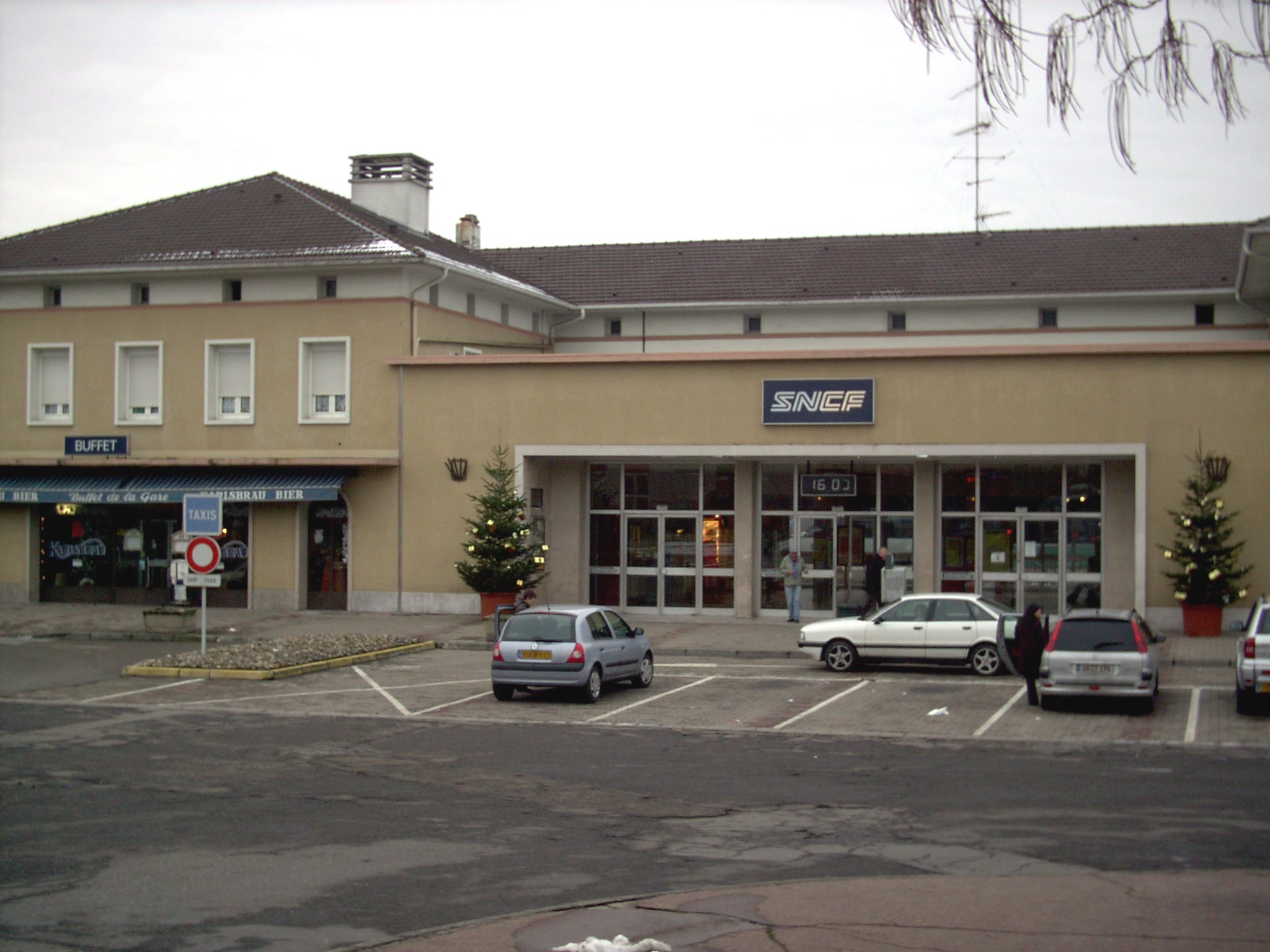
Vasútállomás